# Etheostoma grahami
La Perca del Bravo o Dardo del Bravo (Etheostoma grahami), es un pez ovíparo de la Familia Percidae, originario del sur de Estados Unidos y norte de México.

## Hábitat natural
Habita en el Río Bravo, de ahí su nombre común. También se lo encuentra en el Río Pecos en el Estado de Texas, Estados Unidos, y en el Río Salado  y Río San Juan en la Estado de Nuevo León, México. Según la Lista Roja del IUCN su Estado de conservación es Vulnerable.

## Morfología
De aspecto más bien alargado, no demasiado comprimido en los laterales, propio de las especies encuadradas dentro de la Familia Percidae. Posee dos aletas dorsales terminadas en puntas filosas, también típica de las percas. De color pardo - negruzco en la mitad superior de su cuerpo, que se va oscureciendo desde la parte posterior a la anterior, hasta rematar en una línea negra que bordea el contorno superior del morro, pasando por los ojos y terminando en la zona de las agallas. Pequeñas manchas rojas o anaranjadas diseminadas por los dos flancos. La sección inferior de la mandíbula es plateada y posee tonos bien marcados de color naranja en las aletas pectorales y en la aleta anal. En los ejemplares adultos esta coloración naranja también puede verse en las dos aletas dorsales.

## Alimentación
Este pez no es muy común en los acuarios domésticos, ya que no hay datos de su reproducción en cautiverio y no se ha adaptado al alimento balanceado de venta en los comercios del ramo, por lo que será preferible ofrecerle alimento vivo, como artemia salina adulta, daphnias, tubifex, gusanillos y larvas de mosquito. Para que pueda alimentarse bien, será menester tener en cuenta que caiga algo de dicho alimento al sustrato ya que es un pez de fondo.

## Comportamiento
En líneas generales puede decirse que es un pez territorial, aunque algunos datos aseguran que puede convivir sin demasiados problemas con peces heterogéneres, sobre todo con vivíparos (Guppys, Mollys, Espadas y Platys.

## Acuario apropiado
Agua dura, de 15 dGH como mínimo. pH entre 7.5 y 8. Bien oxigenada, con movimiento de corriente tipo cascada. Sustrato con piedras, troncos y otros escondites. Se sugiere agregar algo de arena para semejar su hábitat natural.

## Reproducción
No hay demasiados datos concernientes al tema. Se presume que la época de celo se sitúa entre enero y junio de cada año, y que se reproducen de manera similar a la de los Cíclidos.